# من، تن‌تن
من، تن‌تن ([Moi, Tintin] Error: {{Lang-xx}}: متن دارای نشانه‌گذاری ایتالیک است (راهنما)) یک فیلم فرانسوی-بلژیکی محصول سینمای فرانسه است که در سال ۱۹۷۵ ساخته شد. سبک این فیلم نیمه‌مستند است و شامل مصاحبه‌هایی با خالق تن‌تن، هرژه است.